# Brijesta
Brijesta je malá vesnice patřící do opčiny Ston v Chorvatsku v Dubrovnicko-neretvanské župě. V roce 2001 zde žilo 78 obyvatel v 29 domech. V obci se nachází jeden z konců pelješackého mostu.

## Poloha
Brijesta se nachází na severním pobřeží poloostrova Pelješac severně od silnice D414. Směrem na jih se nachází vesnice Dančanje a směrem na západ přístav Luka Dubrava.
Ekonomika vesnice je založena na cestovním ruchu, zemědělství a rybolovu. V Brijestě bude v budoucnosti vyústění mostu z pevniny na poloostrov Pelješac.

## Galerie

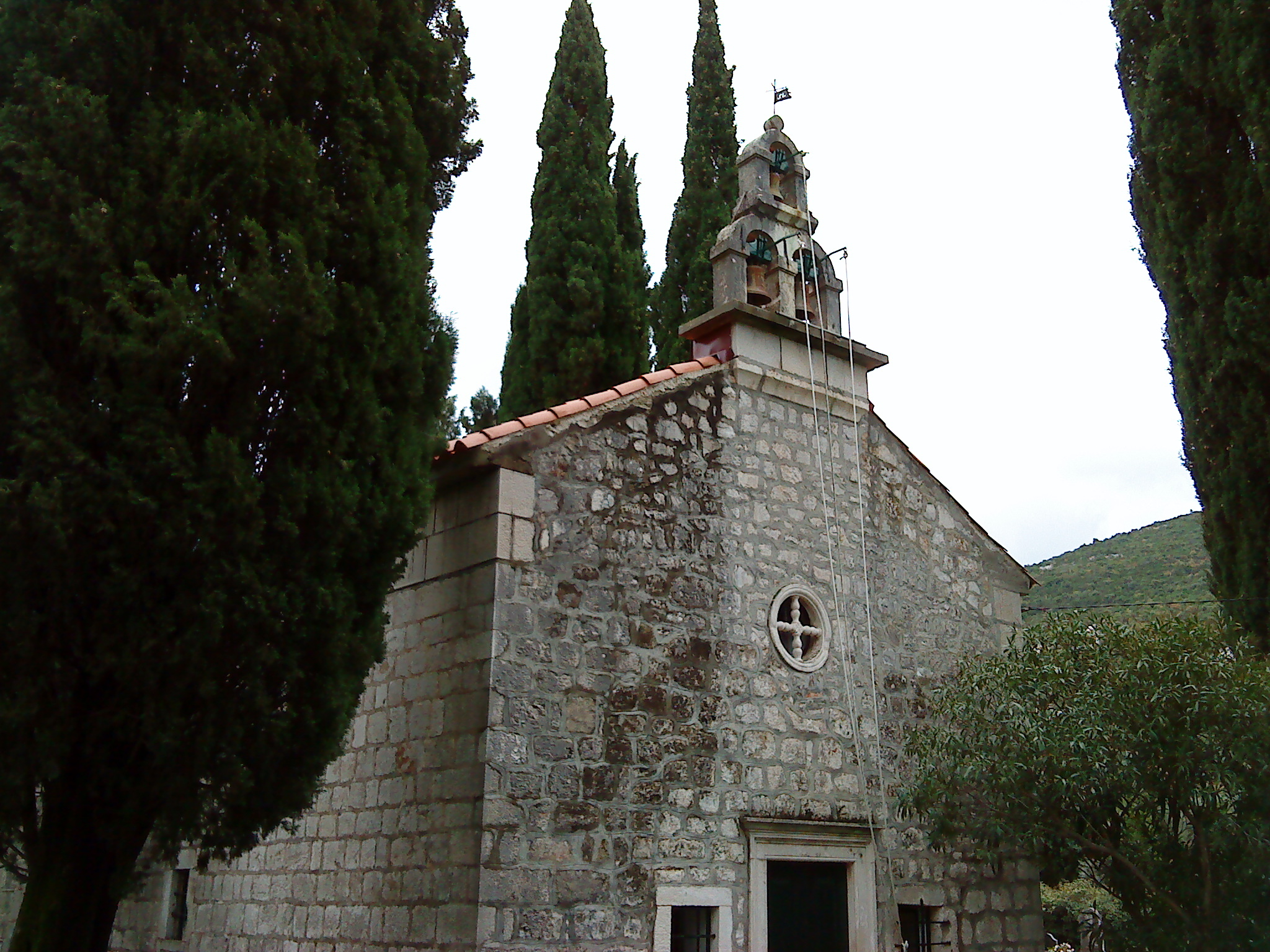
Kostel sv. Ilji a Liberana
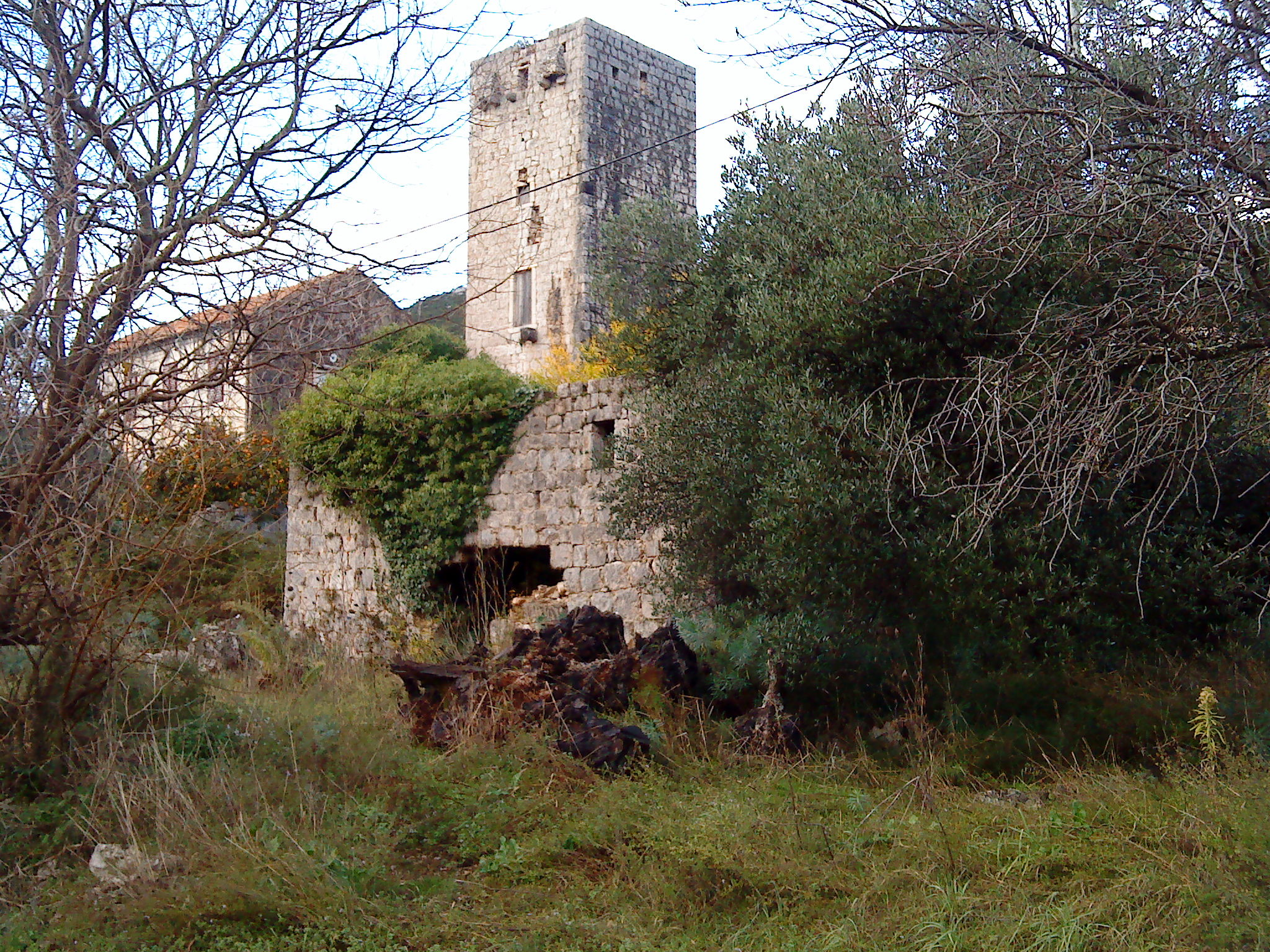
Věž
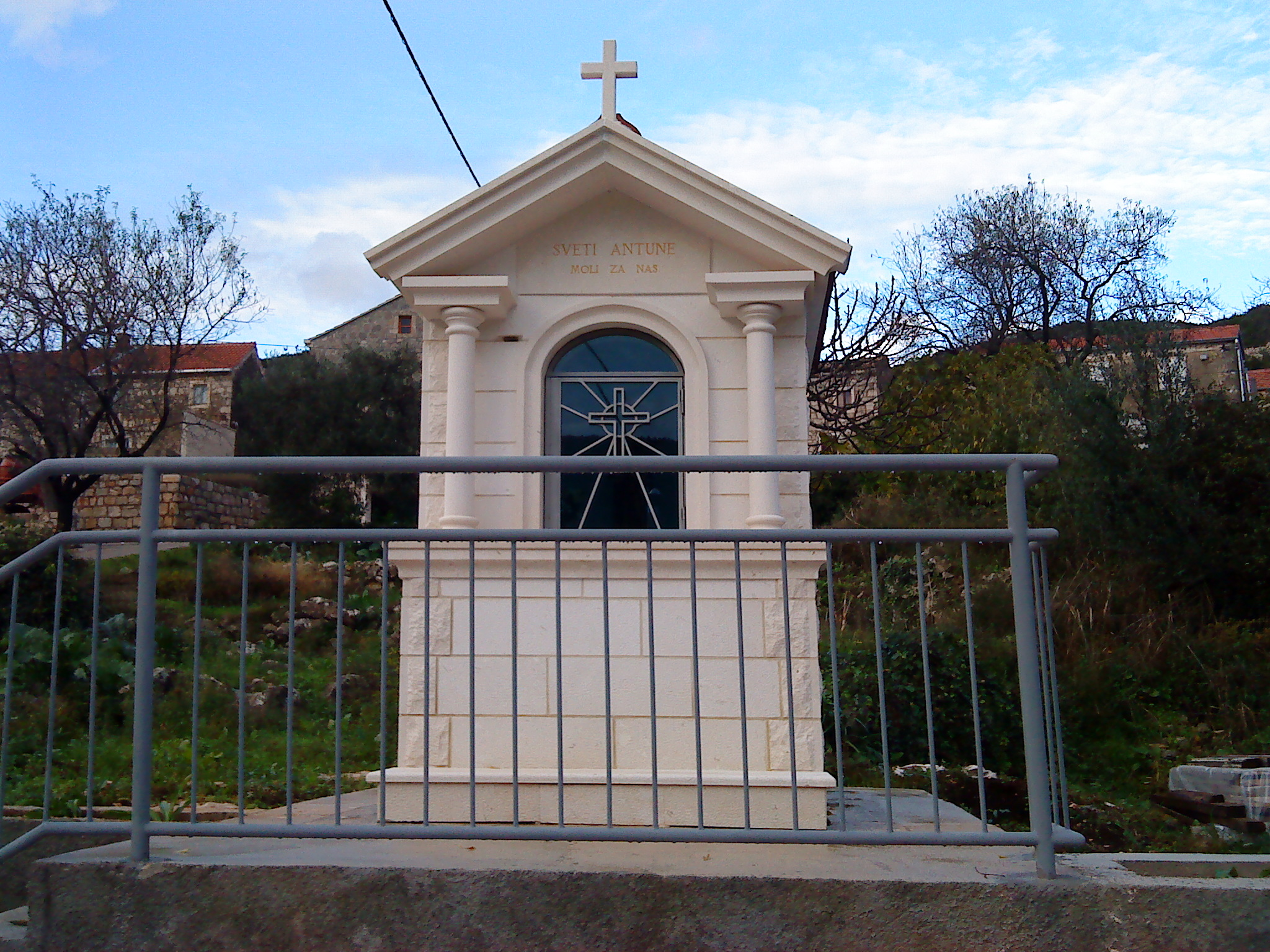
Kaple sv. Antonína
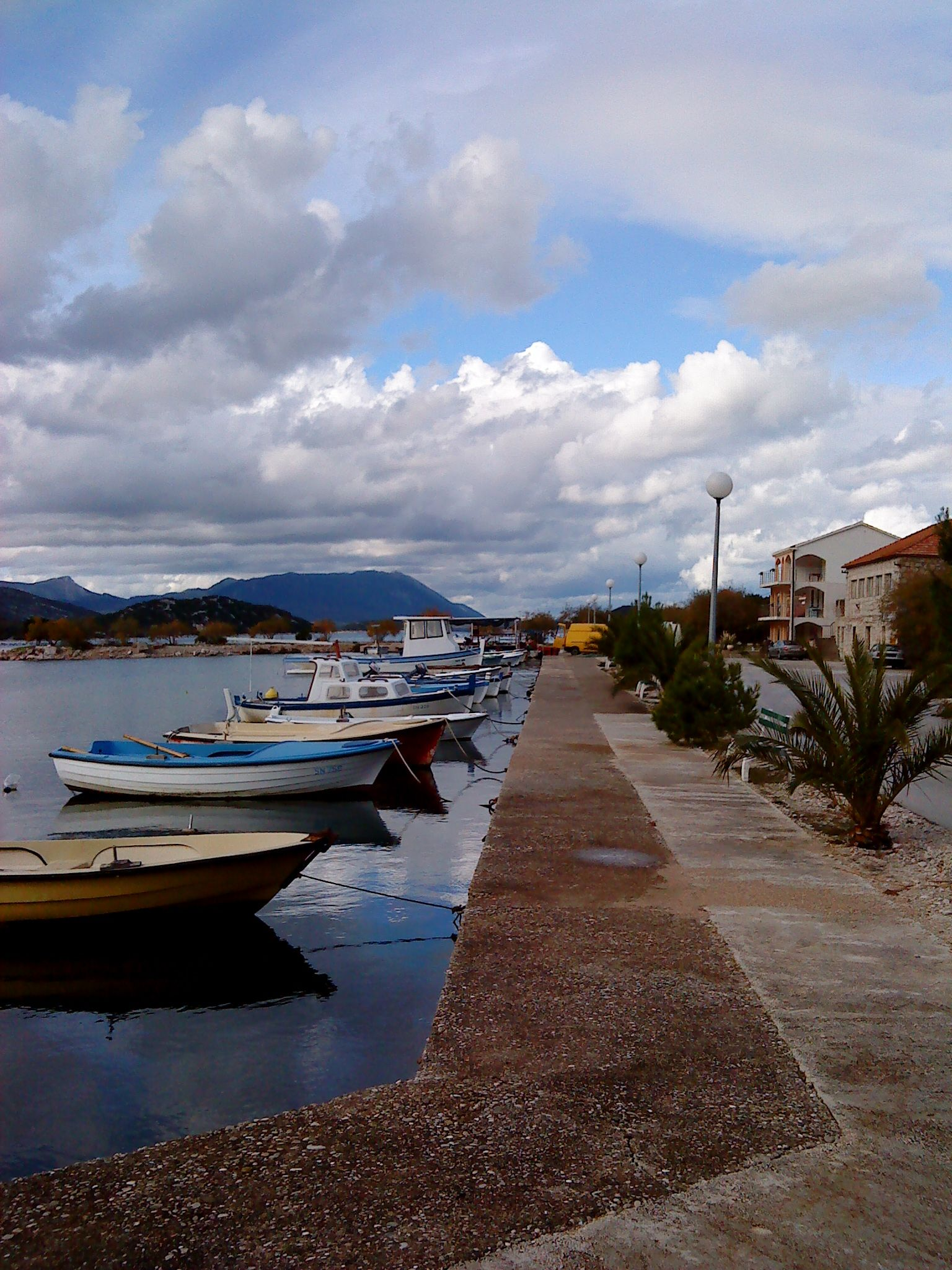
Přístaviště
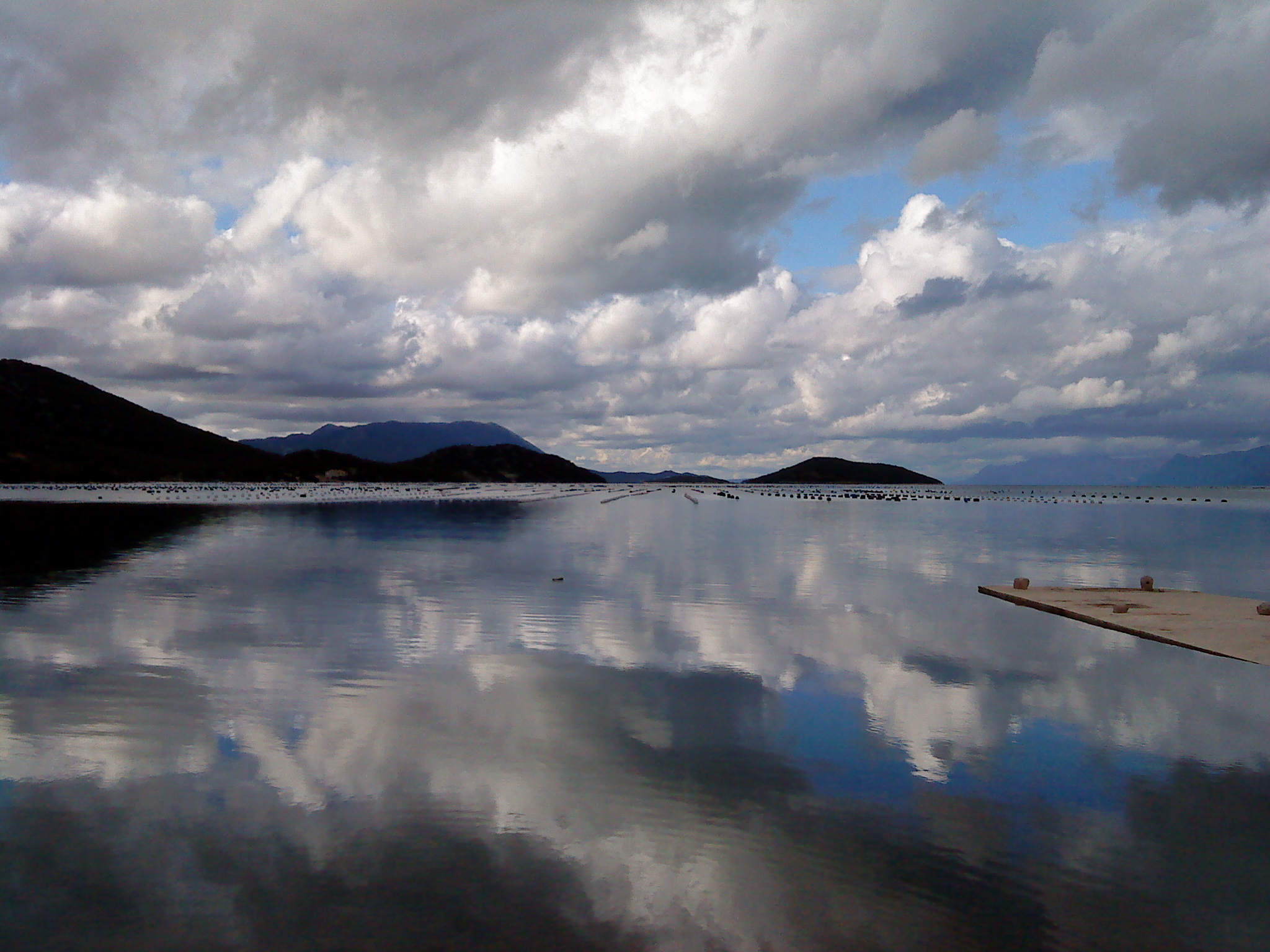
Záliv s ústřicemi
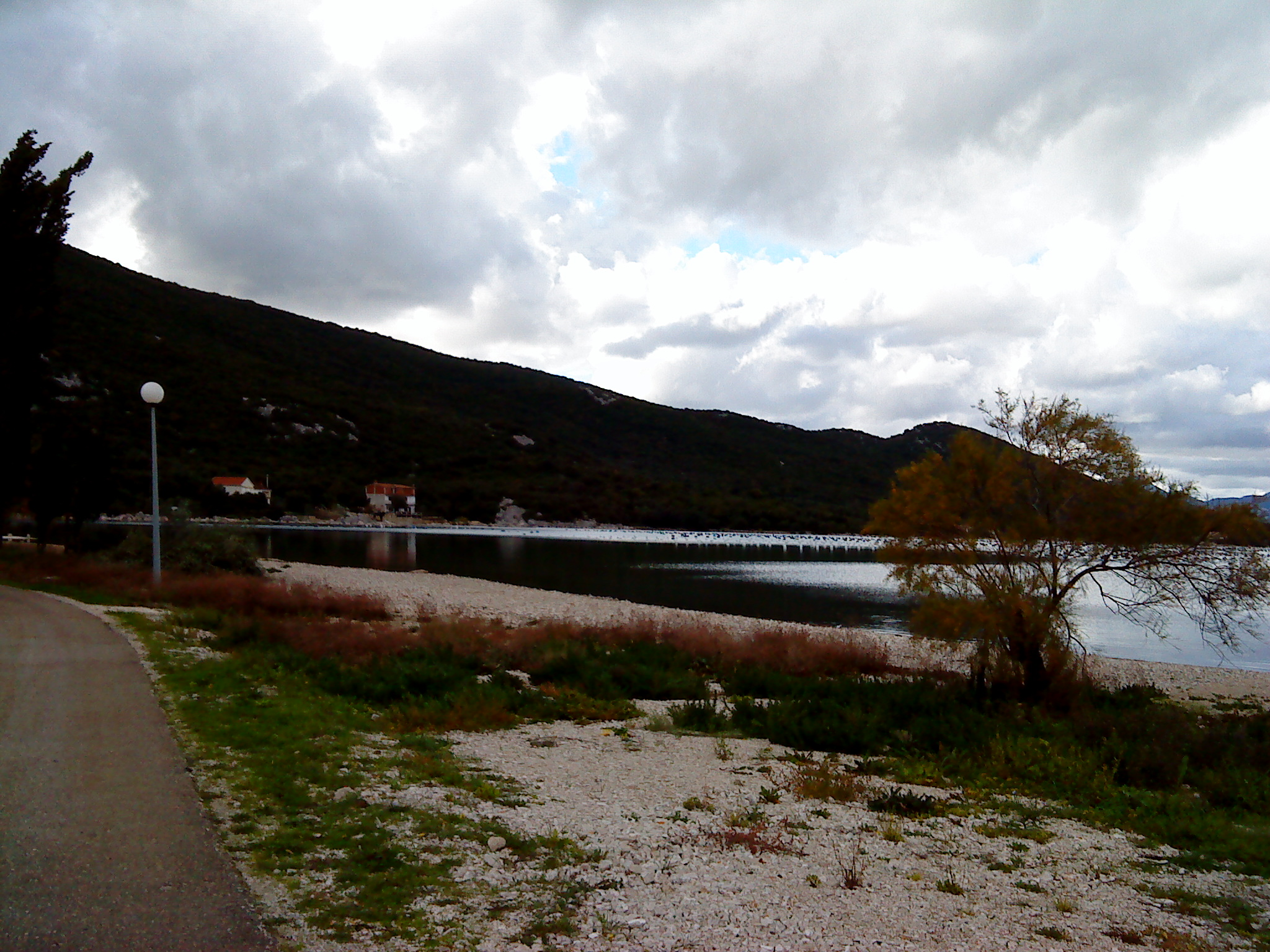
Pláž